# Публий Корнелий Лентул Марцелин (квестор)
Вижте пояснителната страница за други личности с името Публий Корнелий Лентул Марцелин.
Публий Корнелий Лентул Марцелин (на латински: Publius Cornelius Lentulus Marcellinus) е политик и сенатор на Римската република.
Произлиза от клон Лентули на фамилията Корнелии. Син е на Гней Корнелий Лентул Марцелин (консул 56 пр.н.е.) вероятно от втората му съпруга Скрибония, която 40 пр.н.е. става втора съпруга на бъдещия император Октавиан Август. Внук е по бащина линия на оратора Публий Корнелий Лентул Марцелин и Корнелия и правнук на Марк Клавдий Марцел (претор 73 пр.н.е.), който е осиновен от фамилията Лентул.
Лентул Марцелин е квестор през 48 пр.н.е. при Гай Юлий Цезар и командва легион в Дирахиум. През 50 пр.н.е. става монетен чиновник.
Баща е на Публий Корнелий Лентул Марцелин (консул 18 пр.н.е.).